# Lubrza (Lubusz)
Lubrza (in tedesco Liebenau) è un comune rurale polacco del distretto di Świebodzin, nel voivodato di Lubusz.
Ricopre una superficie di 122,28 km² e nel 2004 contava 3 310 abitanti.